# Samba de Verão
Pistes de O Compositor e o Cantor
Passa por Mim A Reposta
Pistes de Wanda de Sah featuring the Sergio Mendes Trio
O Morro Não Tem Vez
Samba de Verão (également connue sous le titre anglais de So Nice (Summer Samba)) est une chanson écrite et enregistrée par le compositeur-interprète brésilien Marcos Valle, sortie en 1964. Les paroles originales en portugais sont de Paulo Sérgio Valle, frère du compositeur. La version en langue anglaise avec des paroles de Norman Gimbel est enregistrée pour la première fois en 1965 par Wanda de Sah accompagnée par le trio de Sérgio Mendes.
Samba de Verão est un des titres phares de la bossa nova , devenu au fil des années un standard de jazz.

## Production
Dans un entretien réalisé en 2017, Marcos Valle explique comment est née la chanson : « Quand j'ai écrit Samba de Verão en 1964 avec mon frère Paulo, j'avais 21 ans, presque 22 ans. Nous l'avons écrite dans notre chambre dans la maison de nos parents à Rio. Ce que j'écoutais à ce moment-là c'était beaucoup de bossa nova. C'est-à-dire beaucoup d'Antônio Carlos Jobim, de Roberto Menescal et de Carlos Lyra. Et, oui, les oiseaux sifflaient parce que c'était l'été. Samba de Verão reflète beaucoup l'atmosphère de Rio à l'époque. Nous habitions près de la plage, et mon frère et moi étions surfeurs. L'émotion de surfer, les filles, tout cela se retrouve dans notre portrait romantique de Rio ».
La chanson a d'abord été popularisée en 1966 dans une version instrumentale enregistrée par le Walter Wanderley Trio - l'album Rain Forest sur lequel elle a été publiée a atteint le statut de platine en 1970, - et dans les versions en langue anglaise interprétées par Johnny Mathis, Vikki Carr et Connie Francis.
Elle a été adaptée en français avec un texte de Michel Pécarrère sous le titre Samba d'été pour Marcel Amont, qui l'a enregistrée à deux reprises. Le premier enregistrement date de 1967. Le second de 2006 pour l'album Décalage horaire.

## Reprises
Depuis 1964, la chanson est enregistrée par plus de 140 artistes dans le monde parmi lesquels : Victoria Abril, Eliane Elias, Duke Ellington (instrumental), Astrud Gilberto, Bebel Gilberto, Dizzy Gillespie (instrumental), Stacey Kent, Diana Krall, Ramsey Lewis (instrumental), Paul Mauriat (instrumental), Sérgio Mendes Brasil '65 avec Wanda de Sah, Oscar Peterson (instrumental), Pery Ribeiro, Bud Shank (instrumental), Elza Soares, Caterina Valente, Caetano Veloso, Andy Williams, Roger Williams (instrumental), et Klaus Wunderlich (instrumental).